# Pousset
Pousset is een plaats en deelgemeente van de Belgische gemeente Remicourt. Pousset ligt in de provincie Luik en was tot 1 januari 1977 een zelfstandige gemeente.

## Bezienswaardigheden
- De Sint-Lambertuskerk heeft een neoclassicistische westtoren van 1858 en een neogotisch schip van 1912. Uit dezelfde tijd stamt het neogotisch kerkmeubilair.
- De Moulin de Pousset is een windmolenrestant van het type grondzeiler, gebouwd in 1819. Tot ongeveer 1900 heeft deze dienst gedaan en daarna werd gevlucht en inrichting verwijderd en de romp werd omgebouwd tot vakantiehuis.

## Natuur en landschap
De hoogte aan de kerk bedraagt 129 meter.

## Demografische ontwikkeling
- Bronnen:NIS, Opm:1831 tot en met 1970=volkstellingen, 1976= inwoneraantal op 31 december

## Nabijgelegen kernen
Bleret, Lantremange, Lamine, Remicourt, Bovenistier